# Jos van Eck
Jos van Eck (Rotterdam, 2 mei 1963) is een voormalig Nederlands voetballer, die na zijn actieve carrière het trainersvak instapte. Hij speelde als verdediger.
Van Eck, een broer van René van Eck, heeft onder andere betaald voetbal gespeeld bij FC Zwolle, Sparta Rotterdam en Dordrecht '90. Hij speelde zijn laatste wedstrijd als profvoetballer op 3 oktober 1998 toen hij met Dordrecht '90 op eigen veld met 3–2 verloor van VVV.
Van Eck kwam verder uit voor Unitas (amateurs), Spartaan '20 (amateurs), Excelsior (jeugd), Feyenoord (jeugd), Tielen (België, seizoen 1995/'96), Rozenburg (amateurs, seizoen 1996/'97), Groote Lindt (amateurs) en HOV (amateurs, seizoen 1999/2002).
Na een tijd te hebben gewerkt als assistent-trainer bij Sparta Rotterdam, was hij een paar maanden actief als hoofdcoach bij Sparta. Dit omdat de eerdere trainer, Jan Everse, op 24 februari 2011 was opgestapt.
Op 31 mei 2011 presenteerde Quick Boys uit Katwijk Van Eck als hoofdtrainer. Op 22 oktober 2012 werd hij na zeven competitiewedstrijden, wegens teleurstellende sportieve resultaten, op non-actief gesteld. Op 25 januari 2013 maakte zondagtweedeklasser CVV Zwervers uit Capelle a/d IJssel bekend vanaf seizoen 2013/2014 Van Eck als hoofdtrainer aan te stellen.

## Clubstatistieken
| Seizoen | Club             | Land      | Competitie     | Duels | Goals |
| ------- | ---------------- | --------- | -------------- | ----- | ----- |
| 1987/88 | De Graafschap    | Nederland | Eerste divisie | 28    | 2     |
| 1988/89 | De Graafschap    | Nederland | Eerste divisie | 24    | 7     |
| 1989/90 | PEC Zwolle '82   | Nederland | Eerste divisie | 34    | 7     |
| 1990/91 | FC Zwolle        | Nederland | Eerste divisie | 18    | 0     |
| 1990/91 | BVV Den Bosch    | Nederland | Eerste divisie | 12    | 1     |
| 1991/92 | BVV Den Bosch    | Nederland | Eerste divisie | 35    | 5     |
| 1992/93 | FC Den Bosch     | Nederland | Eredivisie     | 32    | 7     |
| 1993/94 | Sparta Rotterdam | Nederland | Eredivisie     | 29    | 5     |
| 1994/95 | Sparta Rotterdam | Nederland | Eredivisie     | 12    | 0     |
| 1998/99 | Dordrecht '90    | Nederland | Eerste divisie | 1     | 0     |
| Totaal  | Totaal           | Totaal    | Totaal         | 225   | 34    |